# Rubia polyphlebia
Rubia polyphlebia är en måreväxtart som beskrevs av Hsien Shui Lo. Rubia polyphlebia ingår i släktet krappar, och familjen måreväxter. Inga underarter finns listade i Catalogue of Life.